# Sistema de navegação
Um sistema de navegação é um dispositivo ou grupo de dispositivos usado para controlar a navegação de um navio, aeronave, míssil, foguete, satélite ou qualquer outro veículo. 
Navegação é o processo de calcular as alterações na posição, velocidade, atitude e/ou taxas de rotação de um objeto em movimento necessárias para seguir uma determinada trajetória e/ou perfil de atitude com base em informações sobre o estado de movimento do objeto. com ou sem contato humano direto. 
Um dos primeiros exemplos de um sistema de navegação real é o que foi usado na bomba voadora V-1, durante a Segunda Guerra Mundial. Ele consistia de um giroscópio para manter a direção, um sensor de velocidade do ar para estimar o tempo de voo, um altímetro para manter a altitude, além de outros sistemas redundantes.